# Xanthophyto antennalis
Xanthophyto antennalis là một loài ruồi trong họ Tachinidae.